# Emanuel Lo
Emanuel Lo, pseudonimo di Emanuel Lo Iacono (Roma, 11 luglio 1979), è un coreografo, ballerino, cantautore e regista italiano.

## Biografia
Emanuel Lo Iacono (anche noto come Emanuello o Signor Lo) nasce a Roma l'11 luglio 1979.  Appassionato di danza e musica fin da bambino (inizia a studiare danza classica all’età di 6 anni), contemporaneamente si dedica alla musica. Nel 1996 debutta in Rai e Mediaset, dove lavorerà come ballerino e co-coreografo in vari programmi televisivi, tra cui Stasera pago io con Fiorello, Uno di noi con Gianni Morandi, La notte vola con Lorella Cuccarini, il Festival di Sanremo con Simona Ventura, Carràmba! Che sorpresa con Raffaella Carrà,  Domenica in con Amadeus. Lavora esibendosi sia in Italia che all'estero nelle tournée e nei grandi eventi di artisti come Kylie Minogue, Paola & Chiara, Geri Halliwell, Robbie Williams, Ricky Martin, Holly Valance, Luciano Pavarotti, Samantha Mumba e molti altri, calca i palchi più prestigiosi come i VMA, The Royal Variety, Brit Awards, Smash hits.
Nel 2006 si esibisce come supporter di artisti internazionali come Kanye West, Lee Ryan,  Coolio. Il suo debutto discografico risale al febbraio 2007 con il singolo Woofer, in collaborazione con il rapper Tormento. Nello stesso anno, il 18 maggio, esce il suo album di debutto Più tempo, distribuito dalla Sony Music. Successivamente ha lavorato al disco di Giorgia Stonata, uscito nel novembre del 2007, come co-autore dei testi di alcuni brani, tra cui il duetto di Giorgia e Mina Poche parole. Nel 2009 è stato pubblicato, sempre per distribuzione della Sony Music, il suo secondo album, Cambio tutto, nato da una collaborazione con il beat-maker Big Fish. Il disco, che contamina R&B e hip hop, contiene il brano Cambio tutto scritto dal cantautore Nesli.
Nel 2010 Emanuel si è occupato delle coreografie dell'ultima edizione in RAI del talent X Factor. Nel 2011 ha scritto parole e musica di alcuni brani del fortunatissimo Dietro le apparenze di Giorgia tra cui “Il mio giorno migliore” “Dove sei” “Sembra impossibile”. Sempre nel 2011 si afferma anche come regista con VisionariLab girando molti videoclip con numerosi artisti quali Josè Carreras, Clementino, Ornella Vanoni, Giorgia, Deddy, Giordana Angi, Sal Da Vinci, Giulia Luzi, Deddy. Nel 2013 collabora al nuovo album di Giorgia, Senza paura, scrivendo testi e musica di sette brani tra cui il famosissimo “io fra tanto”. Nel 2016 firma testo e musica di quattro brani contenuti nel decimo album di inediti di Giorgia, Oronero, fra cui il primo singolo e title track Oronero.
Dal 31 ottobre 2016 entra a far parte del talent Amici di Maria De Filippi ricoprendo il ruolo di giudice di hip hop nelle sfide esterne. Negli anni successivi ricopre il ruolo di giudice esterno all’interno del programma per poi sostituire come docente Veronica Peparini dall'edizione 2022-2023, rimanendo anche nelle edizioni 2023-2024 e 2024-2025.
Il 1º settembre 2017 firma la regia del singolo Scelgo ancora te di Giorgia, nel quale Emanuel Lo compare come co-protagonista assieme a Giorgia e al figlio Samuel. Firma varie direzioni artistiche tra cui eventi Porsche e tournée di, J-Ax Fedez, Giorgia e altro.

## Vita privata
Dal 2004 è fidanzato ufficialmente con la cantante Giorgia; i due si sono conosciuti in occasione della tournée per il disco Ladra di Vento nel 2003 (Emanuel faceva parte del corpo di ballo). Il 18 febbraio 2010 è nato il loro figlio di nome Samuel.

## Discografia

### Album
- 2007 – Più tempo
- 2009 – Cambio tutto

### Singoli
- 2007 – Woofer (feat. Tormento)

## Programmi televisivi
- Stasera pago io (1)  con Fiorello
- stasera pago io (2) con Fiorello
- Uno di noi con Gianni Morandi
- La notte vola con Lorella Cuccarini
- Festival di Sanremo con Simona Ventura
- Carràmba! Che sorpresa con Raffaella Carrà
- Domenica in con Amadeus.
- FestivalBar, artisti vari
- top of the pops artisti vari
- X Factor (Rai 2, 2010) - coreografo
- Amici di Maria De Filippi (Canale 5, 2016-2017; dal 2022) - insegnante di ballo

## Videoclip
Come director del Visionarilab
- Senza un motivo di Sal da Vinci feat. Ornella Vanoni (2012)[3]
- Tu mi porti su di Giorgia (2012)[3]
- Dove sei di Giorgia (2012)[3]
- Non mi ami di Giorgia (2014)[3]
- Io fra tanti di Giorgia (2014)[3]
- La mia stanza di Giorgia (2014)[3]
- Documentario Josè Carreras Carly Paoli (2016)
- le ragazze fanno grandi sogni di Edoardo Bennato e Claudia Megrè (2016)
- E già mi sento in vacanza di Claudia Megrè e Clementino (2016)
- Scelgo ancora te di Giorgia (2017)[3]
- Una storia importante di Giorgia (2018)
- I Feel Love di Giorgia (2018)
- Non mi fa dormire Deddy 2022
- Le cose che non dico di Giordana Angi (2022)[3]
- Luci addosso di Deddy (2023)
- Un autunno fa di Giordana Angi (2022)[3]
- Parole dette male di Giorgia (2023)
- Senza confine di Giorgia (2023)